# كريستي موريسون
كريستي موريسون (بالإنجليزية: Kirsty Morrison) هي رامية الرمح ‏ بريطانية، ولدت في 28 أكتوبر 1975.

## وصلات خارجية
- كريستي موريسون على موقع الاتحاد الدولي لألعاب القوى (الإنجليزية)